# Boconó (Boconó)
Pour les articles homonymes, voir Bocono.
Boconó est l'une des douze paroisses civiles de la municipalité de Boconó dans l'État de Trujillo au Venezuela. Sa capitale est Boconó, chef-lieu de la municipalité.

## Environnement
La paroisse civile est en partie couverte, sur sa portion orientale, par le parc national Guaramacal.

### Faune et flore
C'est à proximité de Boconó, chef-lieu de la municipalité, que l'espèce de scorpions Tityus boconoensis a été découverte et dont l'épithète boconoensis tire son origine, tout comme l'espèce d'amphibiens Pristimantis boconoensis, découverte dans le massif du Páramo de Guaramacal.

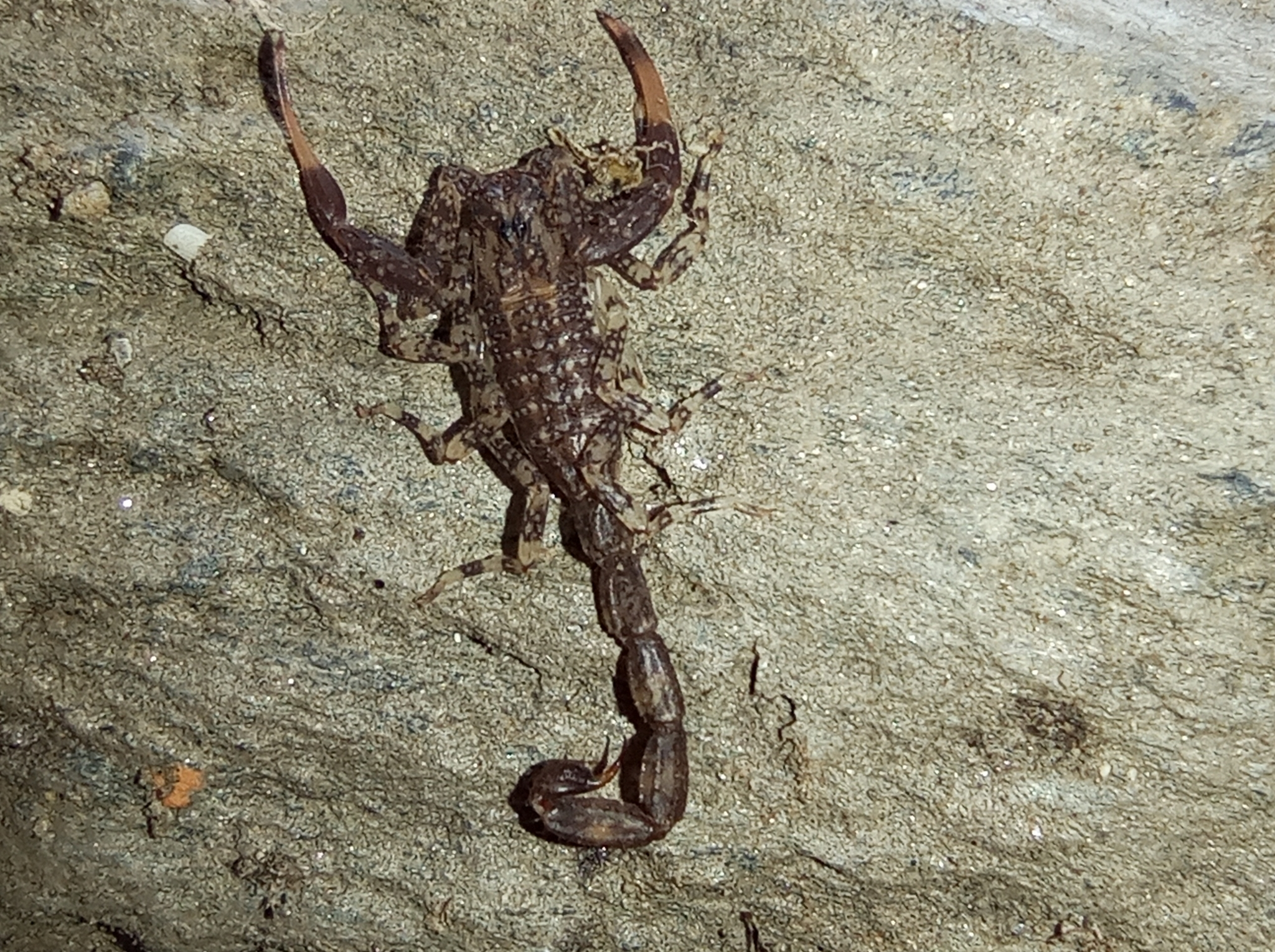
L'espèce de scorpions Tityus boconoensis.